# Де Вит (Илиноис)
Де Вит (енгл. De Witt) град је у америчкој савезној држави Илиноис.

## Демографија
По попису из 2010. године број становника је 184, што је 4 (-2,1%) становника мање него 2000. године.
| Група             | 2000.       | 2010.       |
| Белци             | 183 (97,3%) | 182 (98,9%) |
| Афроамериканци    | 1 (0,5%)    | 0 (0,0%)    |
| Азијати           | 0 (0,0%)    | 1 (0,5%)    |
| Хиспаноамериканци | 0 (0,0%)    | 1 (0,5%)    |
| Укупно            | 188         | 184         |